# Lars Larsson (allmogemålare)
Lars Larsson, född 1784 i Burträsk socken, Västerbottens län, död 1840,  var en svensk allmogemålare.
Larsson härstammar från Åbyn i Burträsk, Västerbotten. Ogift och på något sätt ofärdig bodde han med sin bror Anders Larsson på dennes gård i Åbyn.  Han målade förutom möbler och på skrin även med vattenfärg på papper. På Umeå länsmuseum finns en vattenfärgsmålning med frackklädda ryttare på röda och gröna hästar, målningen bär underskriften Måle hos Lars Larsson i Åbyn 1802. I Skellefteå museum bevaras två skrin som är dekorerade med bataljscener och religiösa utförda på infällt papper och målade med vattenfärg.